# Svezia ai Giochi della XXV Olimpiade
La Svezia partecipò ai Giochi della XXV Olimpiade, svoltisi a Barcellona, Spagna, dal 25 luglio al 9 agosto 1992, con una delegazione di 187 atleti impegnati in ventidue discipline.